# بوبر کوهی
بوبر کوهی (نام علمی: Arizelocichla nigriceps) نام یک گونه از سرده بوبرهای آفریقایی است.